# Franz Anton Maulbertsch

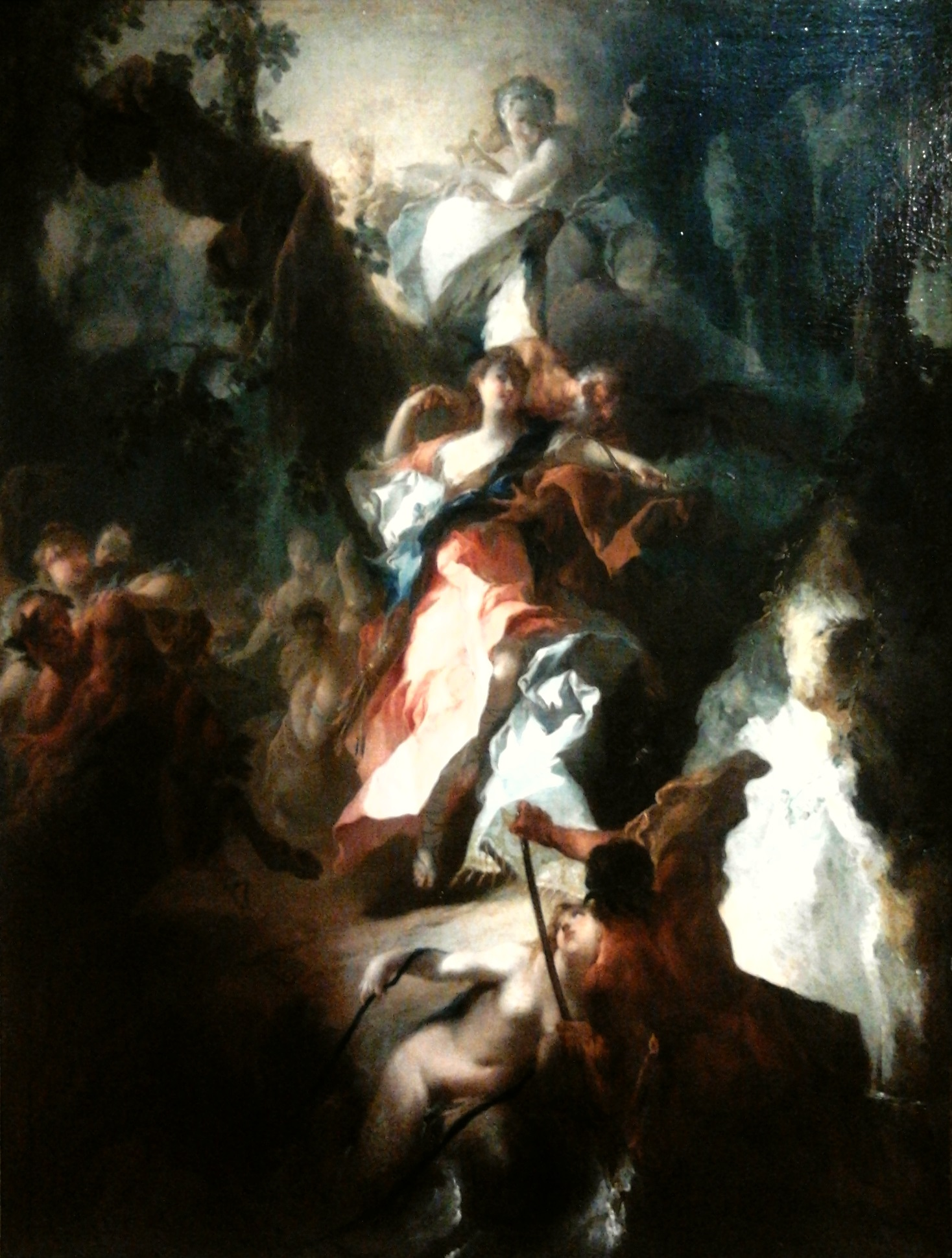
Diana, Apollo i Saturn (Triumf Diany), Muzeum Narodowe w Warszawie

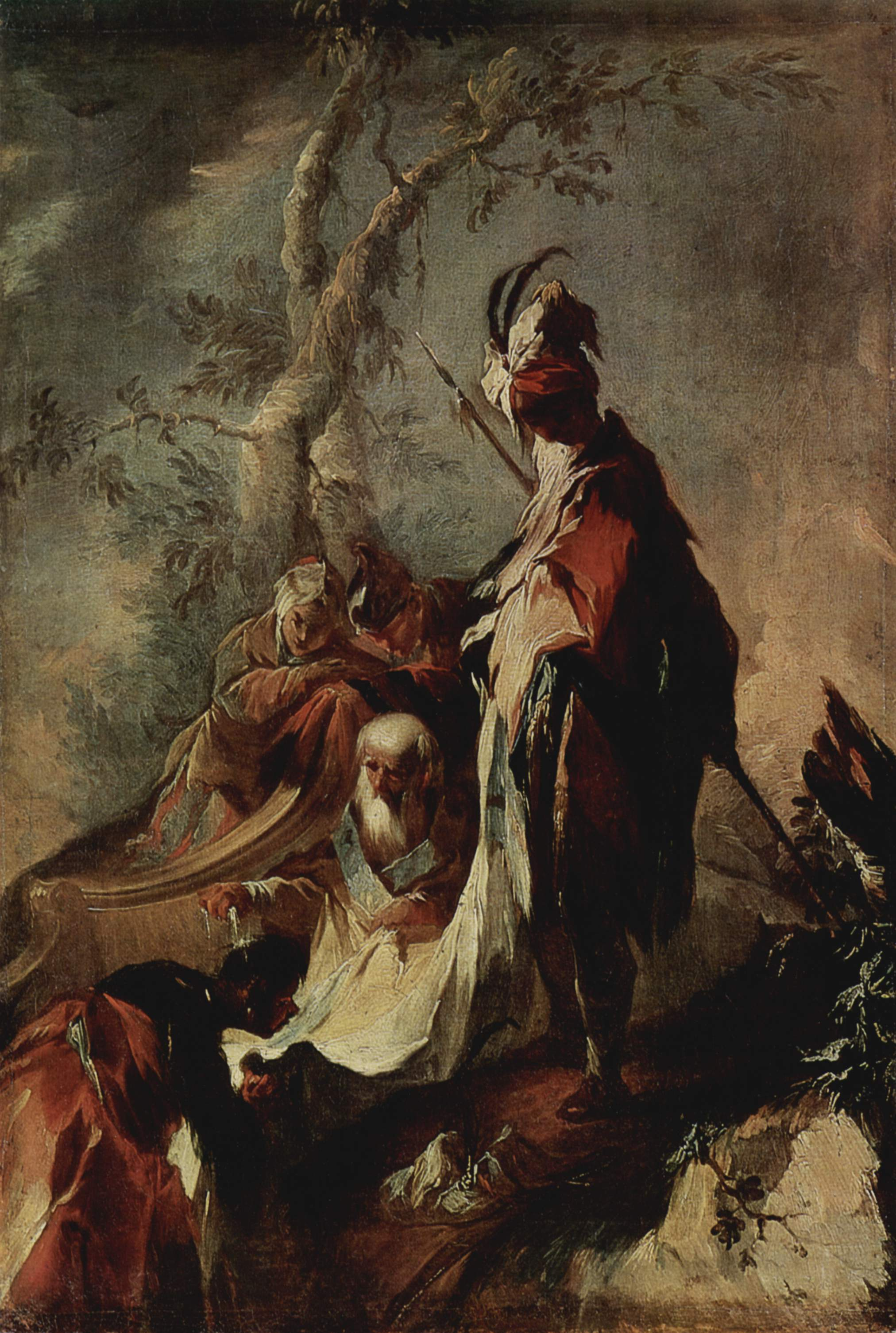
Chrzest eunucha (1750)

Franz Anton Maulbertsch (ochrzczony 7 czerwca 1724 w Langenargen nad Jez. Bodeńskim, zm. 8 sierpnia 1796 w Wiedniu) – austriacki malarz i grafik okresu rokoka i klasycyzmu.
Inne wersje nazwiska: Maulpertsch, Maulbersch, Malbertz
Od 1739 przebywał w Wiedniu, gdzie był uczniem P. van Roya. W l. 1739-45 i 1749-50 studiował u Paula Trogera w Kaiserliche Akademie. W 1759 został
jej członkiem, a w 1770 profesorem. Od 1770 należał do Akademii Miedziorytników.
Działał w Austrii, Czechach i na Węgrzech.
Malował freski w kościołach, klasztorach i pałacach (ponad 50 dekoracyjnych zespołów ściennych), liczne obrazy ołtarzowe, portrety oraz sceny mitologiczne i rodzajowe. Pod koniec życia zajmował się akwafortą.
Wykonał freski m.in. w kościele pijarów w Wiedniu (1753), kościele parafialnym w Sümeg (1758), pałacu w Halbturn (1765), kościele parafialnym w Schwecht (1764), Starym Uniwersytecie w Wiedniu (1766-67), rezydencji w Innsbrucku (1775-76), katedrze w Györ (1772-81), bibliotece klasztornej na Strahovie w Pradze (1794).
Do 1765 tworzył w manierze rokokowej (ekspresja, dynamizm, subtelny koloryt, bogate efekty świetlne), w późniejszych latach łączył je z elementami klasycyzmu (większa równowaga, statyczność kompozycji, ograniczenie liczby postaci).
Jego styl był wynikiem różnorodnych oddziaływań, m.in. Paula Trogera, Johanna Michaela Rottmayra, a także malarstwa weneckiego, flamandzkiego (Peter Paul Rubens) i holenderskiego (Rembrandt).

## Wybrane dzieła
- Alegoria Świtu – Kolonia, Wallraf-Richartz-Museum
- Apoteoza św. Jana Nepomucena (ok. 1760) – Paryż, Luwr
- Apoteoza węgierskich świętych – Berlin, Gemäldegalerie
- Autoportret (1794-96) – Wiedeń, Barockmuseum
- Chrzest eunucha – St. Petersburg, Ermitaż
- Diana, Apollo i Saturn (Triumf Diany) – Warszawa, Muzeum Narodowe
- Edukacja Marii (ok. 1755) – Karlsruhe, Kunsthalle
- Koriolan u bram Rzymu (1790-93) – Stuttgart, Staatsgalerie
- Męczeństwo św. Andrzeja – Wiedeń, Barockmuseum
- Mężczyzna palący fajkę (1785) – Norymberga, Germanisches Nationalmuseum
- Niewierny Tomasz (1762-64) – Brno, Kościół św. Tomasza
- Ofiara Ifigenii – Warszawa, Muzeum Narodowe
- Ofiara Izaaka – Budapeszt, Muzeum Sztuk Pięknych
- Ofiarowanie Jezusa w świątyni (ok. 1750) – Cleveland, Museum of Art
- Rebeka i Eliezar (1745-50) – Budapeszt, Muzeum Sztuk Pięknych
- Św. Paweł – Budapeszt, Muzeum Sztuk Pięknych
- Święta Rodzina (1752-53) – Wiedeń, Barockmuseum
- Święta Tekla – Lwów, Galeria Malarstwa
- Święta Trójca (1785-86) – Budapeszt, Muzeum Sztuk Pięknych
- Wniebowstąpienie – Wiedeń, Barockmuseum
- Zwiastowanie (1766-67) – Wiedeń, Barockmuseum
- Zwiastowanie (ok. 1755) – Paryż, Luwr
- Zwycięstwo św. Jakuba z Composteli – Wiedeń, Barockmuseum